# 黑瘤地圖龜
黑瘤地圖龜（學名：Graptemys nigrinoda , 英文名：Black-knobbed sawback turtle）又稱鋸齒龜，是一種比較中小形的水生龜，皮膚呈淺灰色；在地圖龜屬，黑瘤地圖龜的特點是背甲上突出了一些黑色的「尖鋒」。該物種主要分佈在莫比爾灣水系的河流以及阿拉巴馬州和密西西比州。

## 特徵

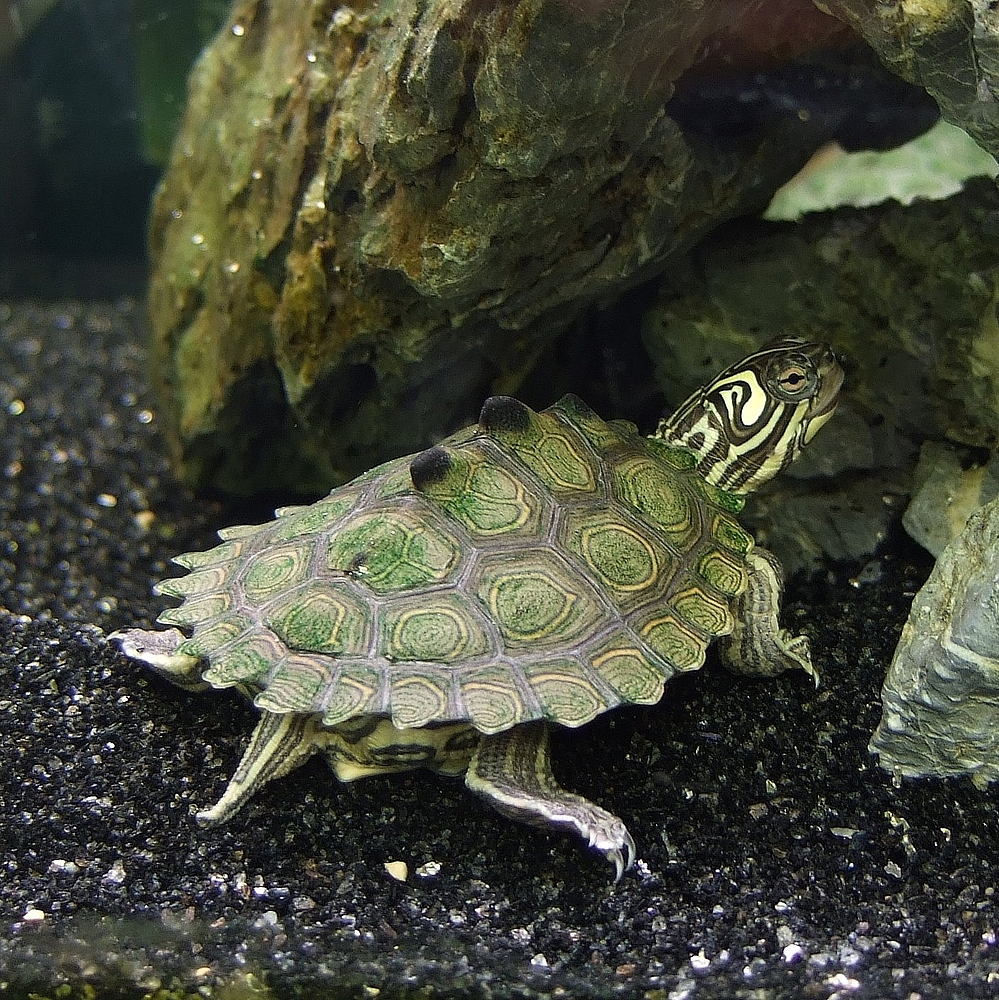
黑瘤地圖龜的背甲有4個黑瘤

黑瘤地圖龜的背甲稍微圓頂，四個椎向上以旋鈕狀突起，它的顏色是黑色的，所以稱為「黑瘤」。相比起來，第一和第四個「瘤」是較小的，第二個和第三個則較大。隨著年齡的增長，雌性的「瘤」的體積會減少。
黑瘤地圖龜的外殼是呈深橄欖棕色的顏色。在每塊盾甲都有黃綠色的圓環，中間則為黑色。幼龜的顏色上與成龜相似，但顏色往往是更加充滿活力和鮮艷。
頭部較小，呈黑褐色，黃色條紋由眼睛一直伸廷至頸部，黃色新月形條紋亦在眼睛後端。這些條紋在四肢也有分佈，與底面比背表面的皮膚為小。
而兩性差異方面，雌性的體型大約是雄性的兩倍。此外，雌性的的外殼往往是高於雄性，但雄性比雌性有較長的尾巴。雄性的體長約為7.6-10.2厘米，而雌性的約為10.2-19.1厘米。

## 分佈
黑瘤地圖龜是美國東南部特有的品種。大約分佈在阿拉巴馬州莫比爾灣水系等水域。在密西西比州，他們被發現在湯比格比河流域，亦在阿拉巴馬州杰斐遜縣黑勇士河中生活。牠們是只能在淡水中生存，因此，牠們只會被發現在淡水河流流域。

## 生境與生態
黑瘤地圖龜的活躍時間在每年的四月至十一月底。曬太陽是龜隻每天的常規動作，大多在清晨和午後。曬太陽的原因主要是體溫調節以及與除去寄生蟲和生長在甲殼上的藻類。
當有動物走近時，牠們會立即跳進附近的水中。一旦跳進水中，牠們便會尋求河床底部樹枝和倒下的樹木作保護。大部分的牠們躲藏的河床壬往有沙子和粘土，而幼龜會比較喜歡一些緩慢的水域。
覓食行為知之甚少。然而，黑瘤地圖龜已被觀察到會進食甲蟲。而檢查完雌性和雄性的肚子後，Lahanas發現兩性進食植物名動物的百分比的分別。雄性有大約有58％的動物和40％的植物，而雌性則有70％的動物和29％的植物。而進食的動物包括三個主要來源：淡水海綿、苔蘚蟲和軟體動物。唯一的植物是淡水藻類。
雄性要達到性成熟約需3-4年時間，雌性則要約7-8年。雌性大約一次可產下5隻蛋，一年可產卵3-4次，多數雌性會在5-8月產卵。

## 保育
目前該物種被列為美國魚類和野生動物服務中的瀕危子類3-C，而在世界自然保護聯盟則列為近危物種的紅色名錄。黑瘤地圖龜因人類的威脅而引致其棲息地減少，人類亦已經破壞了部分龜隻用以曬太陽的河岸線，人類亦間接干擾龜隻的巢址。此外，龜隻數量可能由於人類或其他食肉動物把產下的龜蛋吃掉而令幼龜數目下跌。漁夫亦有可能在並非有意的情況下以刺網和環網殺死黑瘤地圖龜。
大部分黑瘤地圖龜的棲息地及河流系統保育依然十分脆弱。移動流域水生生態系統恢復計劃亦已經實施，以解決22個水生物種對棲息地的需求。其中的一個物種是紅腹偽龜（Pseudemys rubriventris），其棲息地的與黑瘤地圖龜重疊，因此將有利於黑瘤地圖龜的生活。
人工繁殖的保護工作也一直是一個項目。已確定圈養繁殖是可行的，在人工飼養下，龜隻數量不斷增加。但是，目前還不清楚如果將圈養的黑瘤地圖龜釋放到野外，到底可否自行生存。